# Yair Tzaban
Yair Tzaban Ebraico: יאיר צבן (Gerusalemme, 23 agosto 1930) è un politico israeliano.
Già esponente della sinistra sionista israeliana, deputato alla Knesset per quattro legislature, dal 1981 al 1996, è stato Ministro dell'Integrazione dal 1992 al 1996 nel secondo Governo Rabin e nel secondo Governo Peres.
Attualmente è co-presidente dell'International Federation of Secular Humanistic Jews.